# Muscaphis stroyani
Muscaphis stroyani är en insektsart som först beskrevs av Smith, C.F. 1980.  Muscaphis stroyani ingår i släktet Muscaphis och familjen långrörsbladlöss. Inga underarter finns listade i Catalogue of Life.